# Salmiech
Salmiech település Franciaországban, Aveyron megyében. Lakosainak száma 764 fő (2022. január 1.). Salmiech Arvieu, Auriac-Lagast, Cassagnes-Bégonhès, Comps-la-Grand-Ville és Trémouilles községekkel határos.

## Népesség
A település népessége az elmúlt években az alábbi módon változott:
| Lakosok száma | 951  | 741  | 671  | 703  | 744  | 764  | 773  | 766  | 762  | 764  |
|               | 1968 | 1982 | 1990 | 2006 | 2013 | 2015 | 2017 | 2019 | 2020 | 2022 |